# Temelucha sonorae
Temelucha sonorae är en stekelart som beskrevs av Dasch 1979. Temelucha sonorae ingår i släktet Temelucha och familjen brokparasitsteklar. Inga underarter finns listade i Catalogue of Life.